# 1892 în literatură
- 1891 în literatură — 1892 în literatură — 1893 în literatură

Anul 1892 în literatură a implicat o serie de evenimente și cărți noi semnificative.

## Cărți noi
- Mary Elizabeth Braddon - The Venetians
- Rhoda Broughton - Mrs. Bligh
- Sir Arthur Conan Doyle - The Adventures of Sherlock Holmes
  - The Adventure of the Speckled Band
- Charlotte Perkins Gilman - The Yellow Wallpaper
- George Gissing - Born in Exile
- George și Weedon Grossmith - Diary of a Nobody
- Frances Ellen Watkins Harper - Shadows Uplifted
- Herman Heijermans - Trinette
- Emily Lawless - Grania: The Story of an Island
- J. McCullough - Golf in the Year 2000
- Helen Mathers, Arthur Conan Doyle, Bram Stoker și alții (21) - The Fate of Fenella
- Robert Louis Stevenson și Lloyd Osbourne - The Wrecker
- Mark Twain - The American Claimant
- Jules Verne - Doamna Branican
- Mary Augusta Ward - The History of David Grieve
- Israel Zangwill - Children of the Ghetto
- Emile Zola - The Downfall